# Sombra verde
Sombra verde es una película mexicana de 1954 del director Roberto Gavaldón, basada en la novela homónima del escritor Ramiro Torres Septien. El filme está en blanco y negro y fue rodada en película de 35 mm. Fue ganadora de dos Premios Ariel, por mejor coactuación masculina y mejor fotografía.

## Sinopsis
Federico, un ingeniero capitalino, es enviado por una compañía química a la región de Papantla en la sierra veracruzana, a buscar la raíz de barbasco, de la cual se obtiene la cortisona. Pedro, un indígena de la región lo guía a través de la selva, pero se pierden. Federico es mordido por una serpiente y Pedro lo cura, pero luego este es mordido por otra serpiente y muere.
El ingeniero decide llevar su cadáver en una montura, y al pasar por un puente de cuerdas un hombre llamado Santos corta las ligaduras de este, ocasionando que Federico cayera a un río. Nada hasta la orilla y queda desmayado. Al despertar se encuentra en una choza con Santos, quien le dice que cuando cure de su pierna debe irse. 
La hija de Santos, Yáscara lo salva y se enamora de él. Unos hombres recatan a Federico, quedándose Yáscara sola, por lo que su padre le dice que si el la quiere, volverá.

## Reparto
- Ricardo Montalbán - Federico Gascón
- Ariadna Welter - Yáscara
- Victor Parra - Ignacio Santos
- Jorge Martínez de Hoyos - Pedro González
- Miguel Inclán - Máximo
- Jaime Fernández -Bernabé
- Roberto G. Rivera  - Teniente
- Enriqueta Reza - Victorina
- Ana María Villaseñor

## Locación
Veracruz: Papantla, Salto de Eyipantla, Catemaco. 